# Гадяцький Олександр Васильович
Гадяцький Олександр Васильович (нар. 22 серпня 1925 — 23 листопада 2008) — Герой Соціалістичної Праці, почесний громадянин м. Лебедин.

## Життєпис
Олександр Васильович народився 22 серпня 1925 року в с. Птушка, Краснопільського району у селянській сім'ї.
В 1940 закінчив семирічну школу в с. Лозове Краснопільського району, в 1941 році — 1-й курс Білопільського педагогічного училища.
В роки війни працював конюхом, бригадиром, в.о. голови колгоспу. 
З 1945 по 1950 роки навчався у Харківському інституті механізації сільського господарства.
З 1950 по 1953 роки працював головним інженером Хільчанської МТС.
З 1953 по 1954 роки викладач тракторної справи Лебединської школи механізації.
З 1954 по 1986 роки директор Лебединського училища механізації сільського господарства (потім СПТУ-4, СПТУ-34), нині ВПУ лісового господарства.
Помер після важкої хвороби 23 листопада 2008 року.

## Нагороди та відзнаки
- Герой Соціалістичної Праці (1978)
- орден «Знак пошани» (1971)
- орден Леніна (1978)
- «Заслужений працівник профтехосвіти УРСР» (1977)
- «Почесний громадянин м. Лебедин» (2007)